# Dorymyrmex smithi
Dorymyrmex smithi es una especie de hormiga del género Dorymyrmex, subfamilia Dolichoderinae. Fue descrita científicamente por Cole en 1936.
Se distribuye por México y los Estados Unidos. Se ha encontrado a elevaciones de hasta 1930 metros. Vive en microhábitats como nidos y el forraje.